# Nemzetközi Meridián Konferencia
A Nemzetközi Meridián Konferenciát 1884-ben tartották Washingtonban, az Amerikai Egyesült Államokban, hogy megállapodjanak a Föld kezdő délkörének kijelöléséről. A konferenciát Az Amerikai Egyesült Államok elnöke, Chester A. Arthur hívta össze.
A konferencián huszonöt ország vett részt (az Osztrák-Magyar Monarchia, Brazília, Chile, Kolumbia, Costa Rica, Dánia, Franciaország, Németország, az Egyesült Királyság, Guatemala, Hawaii, Olaszország, Japán, Mexikó, Hollandia, Paraguay, Oroszország, a Dominikai Köztársaság, Salvador, Spanyolország, Svédország, Svájc, Törökország, az Amerikai Egyesült Államok és Venezuela), 41 küldöttel képviseltetve magát.

## Történelmi körülmények
A nemzetközi kereskedelem és áruszállítás körülményeit a fejlődés akkori állapotában mind jobban nehezítette a mértékegységek különbözősége, az időzónák szeszélyes alkalmazása és a térképek vonatkoztatási adatainak jelentős eltérése. Ezért csaknem egyidejűleg kötötték meg a nemzetközi méteregyezményt, az egyezményes koordinált világidőre vonatkozó egyezményt és a nemzetközi kezdőmeridiánra vonatkozó egyezményt.
A nemzetközi kezdődélkör egyezményes kijelölése előtt a tengerhajózási és a szárazföldi térképek egymástól eltérő délkört használtak, ami a nagy távolságú áruszállítást nagy mértékben akadályozta. Eltérőek voltak a tengerszint feletti magasságra vonatkozó alapadatok is, és eltérőek az időzónák is. Ez például végtelenül zavarta a kanadai vasúti menetrendek összehasonlítását.

### Előzmények

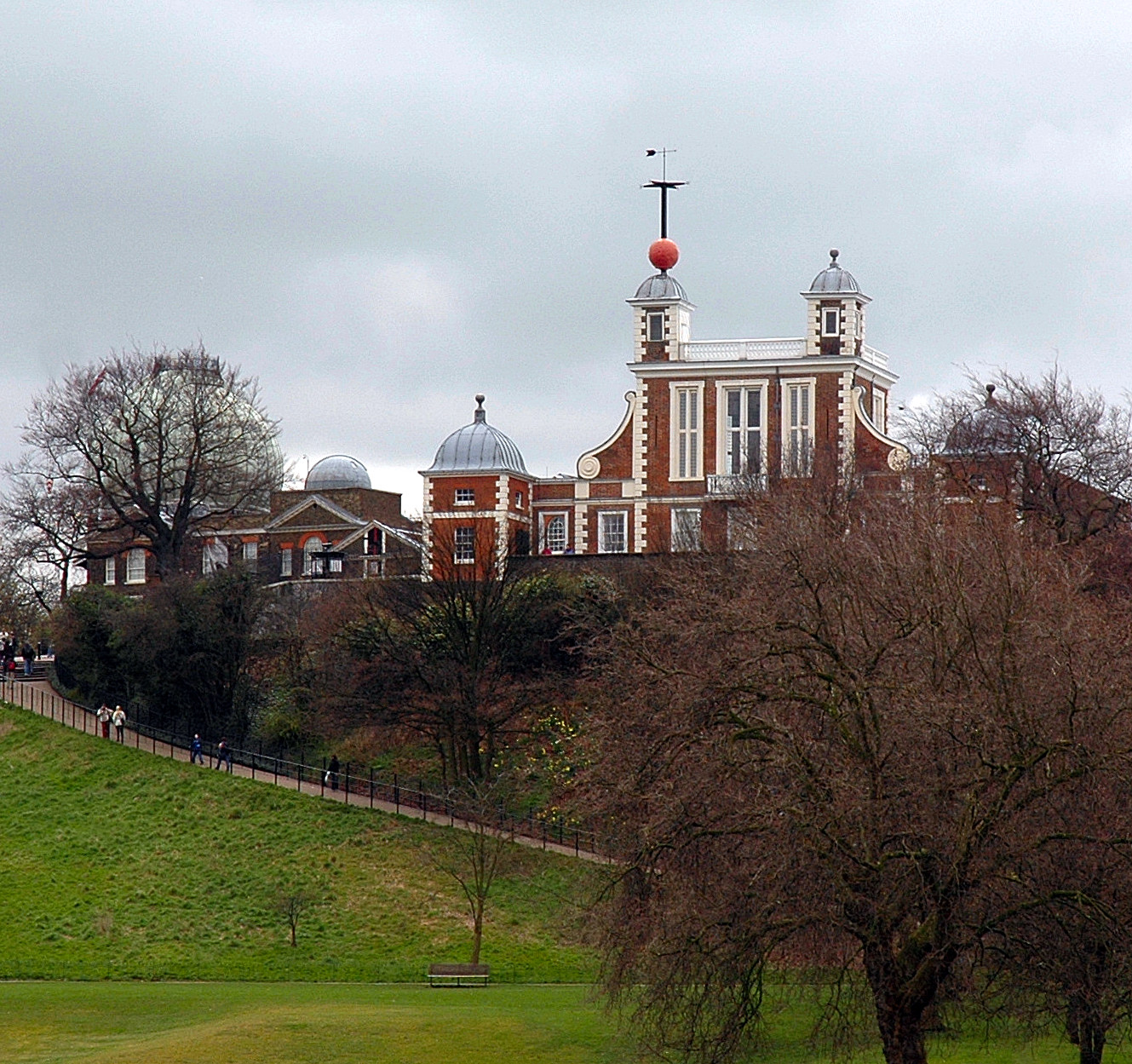
A Királyi Obszervatórium, Greenwich (jelenleg múzeum)

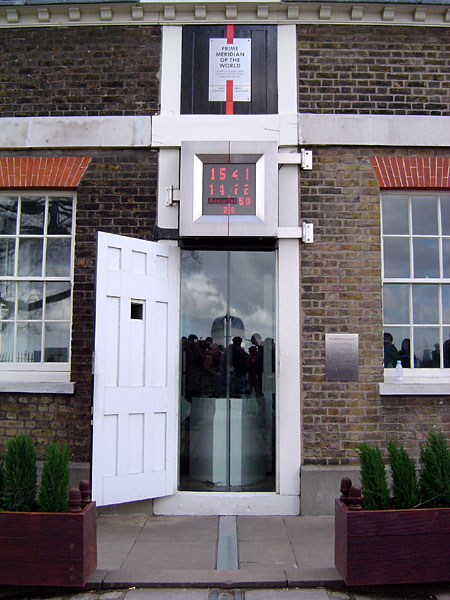
A greenwichi kezdőmeridián

A konferencia döntését megelőzően igen sok délkört használtak kezdő délkörként:
- Párizs (2° 20' 14,025” E),  Párizsi Délkör
- Brüsszel (4° 22' 4,71” E)
- Bern (7° 26' 22,5” E)
- Pisa, Olaszország (10°24' E)
- Oslo (Kristiania) (10° 43' 22,5” E)
- Róma (12° 27' 08,4” E), Mount Mario meridián
- Koppenhága (12° 34' 32,25” E) Rundetårn
- Stockholm (18° 3' 29,8” E),
- Varsó (21° 00’ 42” E),  varsói meridián
- Nagyvárad, (21° 55' 16” E)
- Alexandria (29° 53' E) Ptolemaiosz
- Szentpétervár (30° 19' 42,09” E), Pulkovo csillagvizsgáló meridián
- Gízai nagy piramis (31° 8' 3,69” E), 1884
- Jeruzsálem (35° 13' 47,1” E), Szent Sír Templom
- Mekka (39° 49' E) keletre Greenwich-től
- Ujjain (75° 47' E),  India, Madhja Prades államban
- Kiotó (135° 46' E?), Japán, XVIII. - XIX. század
- Washington (77° 3' 2,3” W),  Washington meridián
- Philadelphia (75° 10' 12” W)
- Rio de Janeiro (43° 10' 19”)
- El Hierro (Ferro), Kanári-szigetek (18° 03' W), később helyesbítették:  17° 39' 46? W)
- Lisszabon (9° 07' 54,862” W)
- Madrid (3° 41' 16,58” W)

Érdekesség: 

## Határozatai
A konferencia az alábbi döntéseket hozta:
1. Egyetlen egységes kezdődélkört (meridánt) határozott meg valamennyi ország számára az aktuálisan létező sokféle kezdődélkör helyett.
2. Javasolta  valamennyi kormányzat számára, hogy fogadják el kezdő meridiánként a Greenwichi obszervatórium központi megfigyelő műszerének középpontját.
3. A hosszúsági köröket a kezdőmeridiántól mint nulla foktól két irányban indulva 180 fokig számítsák, keletre pozitív, nyugatra negatív előjellel.
4. Javasolta az egyezményes nap elfogadását általános felhasználás céljára úgy, hogy az sem a helyi idő, sem a szabványos időszámítás vonatkozásában zavart ne okozzon.
5. Legyen az egyezményes nap a közepes szoláris nap időtartama, legyen a kezdőpontja az az időpont, amikor a kezdő délkör helyén éjfél van, a polgári időszámítás céljára való felhasználás vonatkozásában, és számítsák nullától huszonnégy óráig.
6. A konferencia kifejezte azon reményét, hogy amint a gyakorlat szükségessé teszi, a csillagászati és a tengerhajózási értelemben is a nap mindenhol az éjfél időpontjában fog kezdődni.
7. A konferencia reményét fejezte ki, hogy a műszaki fejlesztés lehetővé teszi majd a decimális rendszer kiterjesztését a szögmérés és az időmérés tekintetében is.

A 2. döntés  (22-1 szavazataránnyal) elfogadta a greenwichi kezdőmeridiánt. A Dominikai Köztársaság ellene szavazott, Franciaország és Brazília tartózkodott. Franciaország csak 1911-ben fogadta el a greenwichi délkört kezdőmeridiánként.
A 4. döntés egyértelműen elfogadta az időszámítás alapjául a nap hosszát. Két küldött, köztük Sandford Fleming, általános elfogadásra javasolta, míg a többiek nem kívántak ehhez hozzájárulni, minthogy ez nem szerepelt a konferencia eredeti célkitűzései között. Emiatt a konferencia nem hozott döntést a zónaidő kérdésében.
A 6. döntést megelőzőleg Nagy Britannia úgy döntött, hogy legyen a tengerhajózás számára a nap kezdőpontja a dél, tizenkét órával éjfél előtt, a trafalgari csata időpontjára (1805) emlékezve. A csillagászati napot 1925. január 1-jén az újjáalakuló Nemzetközi Csillagászati Unió tizenkét órával az éjfél utáni időpontra helyezte.

## Érdekességek

### Greenwich
A Greenwichi Csillagvizsgáló a GPS-készülék szerint 100 méterre van a kezdő meridiántól.

### Betlehem
Vallási buzgóságból szóba került a betlehemi kezdőmeridián is. Mivel ott nem volt pontos helymeghatározásra alkalmas csillagvizsgáló, ezt a javaslatot nem tárgyalták meg.

### Dél vagy éjfél?
A Nap helyzetének meghatározása délben végezhető, az éjfél időpontjában a Nap nem látható. Ezért volt kérdéses a konferencia döntése a nap mint időtartam kezdőpontjának értelmezése ügyében.

### Kapcsolódása az idő mértékegységéhez
Az idő mértékegysége a másodperc; eredetileg a nap 86 400-ad részeként fogalmazták meg. A 11. Általános Súly- és Mértékügyi Konferencia (1960) definíciója szerint (Compte Rendu 86.) a tropikus év 31 556 925,9747 másodperc időtartamú. Ennek az évnek kezdete 1900. január 0-án 12 óra és vége 1901. január 0-án 12 óra. A csillagászati nap 0-án 12 óra a polgári időszámítás szerint 1-jén nulla óra.
A másodperc definíciója azóta megváltozott.
Az időpont csillagászati értelmezéséhez lásd a Julián dátum szócikket.

### Az időzónák kérdése
A Föld felszínét 15 hosszúsági fokonként 24 időzónára osztották. A jelenlegi közép-európai idő ideiglenes neve Continental Time volt. A kelet-európai idő ideiglenesen Bosporus Time néven szerepelt.
A helyi idő számára kijelöltek szűkebb időzónákat is, amelyek tíz perc eltéréssel különböztek egymástól. Így Magyarország Greenwichtől keletre a nyolcadik lokális időzónába került, míg Ausztria a hatodikba.
A Greenwichtől keletre 180 fokkal jelölt időzóna neve Transitional Time volt. Ez jelenleg a vasárnap–hétfő vonal helye (a nemzetközi dátumválasztó vonal).
1. ↑  Benyovszky Móric 1771 májusában, amikor száműzetéséből megszökött, egyéb eszköz híján a bolserecki hajókikötő pozícióját használta kezdőmeridiánként, és 360°-ként jelezte. Nem volt ugyanis hitelesített kronométere. Ezért, amikor Alaszka felé hajózott, 0–15° hosszúsági helyzeteket adott meg, Tajvan felé közeledve viszont 360–290° közötti értékeket. Amikor francia fennhatóság alá került attól kezdve a párizsi délkört használta

### Mérések a méter mértékegység meghatározása céljából
A geodéziai méréseket a Barcelona és Dunkerque közötti délkörön végezték 1791 és 1798 között, de nem a kezdődélkör definíciója, hanem a méter hosszának meghatározása céljából, Jean-Baptiste Joseph Delambre és Pierre Méchain. Ezt a délkört azért választották, mert jelentős részben szárazföldön halad keresztül, méghozzá csekély tengerszint feletti magasságban (a Pireneusoknál végzett mérések kivételével).

## Jelentősebb résztvevők
- John Couch Adams az Egyesült Királyság képviseletében
- Kikucsi Dairoku Japán képviseletében
- Sandford Fleming Kanada
- Francisco Vidal Gormaz Chile képviseletében
- báró Ignatz Freiherr von Schæffer az Osztrák–Magyar Monarchia képviseletében